# Rajdowe Samochodowe Mistrzostwa Polski 2014
Rajdowe Samochodowe Mistrzostwa Polski 2014, właśc. Lotos Rajdowe Samochodowe Mistrzostwa Polski 2014 – sezon rajdów samochodowych rozgrywanych w roku 2014, mających na celu wyłonienie najlepszego kierowcy wraz z pilotem na polskich drogach. Partnerem w tym sezonie RSMP był koncern Lotos.
Mistrzem Polski w sezonie 2014 w klasyfikacji generalnej został Wojciech Chuchała z pilotem Sebastian Rozwadowski jeżdżący Fordem Fiestą R5. Wygrali oni trzy z siedmiu rund RSMP. Wojciech Chuchała został najmłodszym mistrzem Polski w klasyfikacji generalnej od 1975 roku, gdy po prymat sięgnął wtedy 25-letni Marian Bublewicz.

## Kalendarz
8 grudnia 2013 w Centrum Olimpijskim PKOL w Warszawie, podczas Gali Sportu Motorowego kończącej sezon motorowy w Polsce, przedstawiono harmonogram rajdów Mistrzostw Polski w 2014 roku. Kierowcy skonfrontują się w siedmiu rajdach. Po raz pierwszy od sezonu 2009 nie rozegrany zostanie żaden rajd poza granicami Polski.
| Runda | Data                | Nazwa rajdu               | Baza rajdu     | Nawierzchnia | Zwycięzca         | Raport |
| ----- | ------------------- | ------------------------- | -------------- | ------------ | ----------------- | ------ |
| 1     | 6–8 marca           | 1. Rajd Arłamów           | Arłamów        | asfalt       | Grzegorz Grzyb    | Wyniki |
| 2     | 11–13 kwietnia      | 42. Rajd Świdnicki KRAUSE | Świdnica       | asfalt       | Wojciech Chuchała | Wyniki |
| 3     | 30 maja – 1 czerwca | 29. Rajd Karkonoski       | Jelenia Góra   | asfalt       | Wojciech Chuchała | Wyniki |
| 4     | 7–9 sierpnia        | 23. Rajd Rzeszowski       | Rzeszów        | asfalt       | Maciej Rzeźnik    | Wyniki |
| 5     | 5–7 września        | 60. Rajd Wisły            | Istebna        | asfalt       | Łukasz Habaj      | Wyniki |
| 6     | 25–27 września      | 2. Rajd Nadwiślański      | Puławy         | asfalt       | Wojciech Chuchała | Wyniki |
| 7     | 16–18 października  | 24. Rajd Dolnośląski      | Polanica-Zdrój | asfalt       | Łukasz Habaj      | Wyniki |

## Zgłoszone zespoły i kierowcy[5][6][7][8][9][10][11]
| Konstruktor | Samochód                    | Kierowca                   | Pilot                 | Rundy     |
| ----------- | --------------------------- | -------------------------- | --------------------- | --------- |
| BMW         | BMW M3                      | Jarosław 'Virnik' Sławomir | Łukasz Lachtera       | 2–3       |
| BMW         | BMW M3                      | Jarosław 'Virnik' Sławomir | Jarosław Kohut        | 4, 6      |
| BMW         | BMW M3                      | Jarosław 'Virnik' Sławomir | Tomasz Borko          | 7         |
| BMW         | BMW M3                      | Marcin Opałka              | Przemysław Bosek      | 2–3       |
| BMW         | BMW M3                      | Marcin Opałka              | Piotr Białowąs        | 5–7       |
| BMW         | BMW 320i                    | Szymon Rusin               | Paweł Ferdek          | 2–3, 5    |
| BMW         | BMW 320i                    | Szymon Rusin               | Katarzyna Wojtiuk     | 7         |
| Citroen     | Citroen C2                  | Marek Mularczyk            | Paweł Pochroń         | 2–3, 5    |
| Citroen     | Citroen C2                  | Jakub Brzeziński           | Bartłomiej Boba       | 7         |
| Citroen     | Citroen C2 R2               | Sławomir Ogryzek           | Jakub Wróbel          | 1         |
| Citroen     | Citroen C2 R2               | Paweł Hankiewicz           | Jarosław Hryniuk      | 3–5       |
| Citroen     | Citroën DS3                 | Jan Chmielewski            | Jakub Gerber          | 2–7       |
| Citroen     | Citroën DS3 R3T             | Radosław Raczkowski        | Szymon Gospodarczyk   | 1         |
| Citroen     | Citroën DS3 R3T             | Tomasz Żerebecki           | Maciej Machela        | 3–4       |
| Ford        | Ford Fiesta                 | Rafał Stalmach             | Michał Kaźmierczak    | 2–3       |
| Ford        | Ford Fiesta                 | Rafał Stalmach             | Radosław Banach       | 4, 7      |
| Ford        | Ford Fiesta                 | Paweł Suchorzebski         | Dariusz Gurdziołek    | 2–3       |
| Ford        | Ford Fiesta                 | Rafał Janczak              | Michał Grudziński     | 4, 7      |
| Ford        | Ford Fiesta                 | Aleksander Jaroszewicz     | Paweł Tarapacki       | 4, 7      |
| Ford        | Ford Fiesta Proto           | Wiesław Stec               | Maciej Maciejewski    | 6         |
| Ford        | Ford Fiesta R2              | Marcin Górny               | Zbigniew Cieślar      | 2, 4–5, 7 |
| Ford        | Ford Fiesta R2              | Jacek Jurecki              | Marcin Roik           | 2–7       |
| Ford        | Ford Fiesta R2              | Michał Streer              | Zbigniew Gruszka      | 2–3       |
| Ford        | Ford Fiesta R2              | Michał Streer              | Przemysław Bosek      | 4         |
| Ford        | Ford Fiesta R2              | Jerzy Tomaszczyk           | Łukasz Włoch          | 5         |
| Ford        | Ford Fiesta R5              | Maciej Rzeźnik             | Przemysław Mazur      | wszystkie |
| Ford        | Ford Fiesta R5              | Wojciech Chuchała          | Sebastian Rozwadowski | wszystkie |
| Ford        | Ford Fiesta R5              | Maciej Oleksowicz          | Michał Kuśnierz       | wszystkie |
| Ford        | Ford Fiesta R5              | Tomasz Kasperczyk          | Damian Syty           | wszystkie |
| Ford        | Ford Fiesta R5              | Łukasz Habaj               | Piotr Woś             | 4–7       |
| Ford        | Ford Fiesta R5              | Grzegorz Grzyb             | Daniel Siatkowski     | 7         |
| Ford        | Ford Fiesta ST              | Grzegorz Sikorski          | Michał Jurgała        | 1–2       |
| Ford        | Ford Fiesta 6F              | Rafał Janczak              | Michał Grudziński     | 2–3, 5–6  |
| Ford        | Ford Fiesta 6F              | Jarosław Szeja             | Marcin Szeja          | 2–7       |
| Ford        | Ford Fiesta 6F              | Aleksander Jaroszewicz     | Paweł Tarapacki       | 2–3       |
| Honda       | Honda Civic Type R          | Paweł Serafin              | Mateusz Martynek      | 2–6       |
| Honda       | Honda Civic Type R          | Sławomir Kurdyś            | Michał Kasina         | 2–7       |
| Honda       | Honda Civic Type R          | Wojciech Sójka             | Błażej Czekan         | 2–3, 6–7  |
| Honda       | Honda Civic Type R          | Grzegorz Sikorski          | Michał Jurgała        | 4         |
| Honda       | Honda Civic Type R          | Krzysztof Schenk           | Maciej Handwerker     | 4         |
| Honda       | Honda Civic Type R          | Piotr Lip                  | Marcin Celiński       | 4, 6      |
| Hyundai     | Hyundai i20 Proto           | Sylwester Płachytka        | Jacek Nowaczewski     | 2         |
| Mitsubishi  | Mitsubishi Lancer           | Robert Mąsior              | Maciej Wilk           | 5         |
| Mitsubishi  | Mitsubishi Lancer EVO VI    | Michał Kidawa              | Wojciech Wysokiński   | 6         |
| Mitsubishi  | Mitsubishi Lancer EVO IX R4 | Łukasz Habaj               | Piotr Woś             | 1–3       |
| Mitsubishi  | Mitsubishi Lancer EVO IX RS | Marcin Gagacki             | Marcin Bilski         | 1–2       |
| Mitsubishi  | Mitsubishi Lancer EVO IX    | Tomasz Gryc                | Xavier Panseri        | 1         |
| Mitsubishi  | Mitsubishi Lancer EVO IX    | Tomasz Gryc                | Przemysław Zawada     | 2–7       |
| Mitsubishi  | Mitsubishi Lancer EVO IX    | Robert Mąsior              | Tomasz Grychtoł       | 1–2, 4    |
| Mitsubishi  | Mitsubishi Lancer EVO IX    | Grzegorz Dul               | Łukasz Gwiazda        | 1, 3–4    |
| Mitsubishi  | Mitsubishi Lancer EVO IX    | Łukasz Kabaciński          | Grzegorz Dachowski    | 2, 4      |
| Mitsubishi  | Mitsubishi Lancer EVO IX    | Mariusz Stec               | Zbigniew Gruszka      | 6         |
| Mitsubishi  | Mitsubishi Lancer EVO IX    | Damian Łata                | Michał Trela          | 7         |
| Mitsubishi  | Mitsubishi Lancer EVO X RS  | Paweł 'Felix' Danilczuk    | Maciej Gleixner       | 4         |
| Mitsubishi  | Mitsubishi Lancer EVO X R4  | Maciej Lubiak              | Maciej Wisławski      | 1         |
| Opel        | Opel Astra                  | Tomasz Kramarczyk          | Łukasz Biernot        | 1–2, 7    |
| Opel        | Opel Astra                  | Paweł Winczaszek           | Paweł Skrzywan        | 2–5       |
| Opel        | Opel Astra                  | Paweł Winczaszek           | Magdalena Misiarz     | 7         |
| Opel        | Opel Astra                  | Piotr Staszczyk            | Jarosław Kohut        | 2         |
| Opel        | Opel Kadett                 | Łukasz Ryznar              | Leszek Janusz         | 1, 3      |
| Peugeot     | Peugeot 206 RC              | Maciej Berliński           | Leszek Chłuda         | 2–6       |
| Peugeot     | Peugeot 207 S2000           | Tomasz Kuchar              | Daniel Dymurski       | wszystkie |
| Peugeot     | Peugeot 208                 | Radosław Typa              | Maciej Wilk           | 2         |
| Peugeot     | Peugeot 208                 | Radosław Typa              | Szymon Gospodarczyk   | 4–5       |
| Peugeot     | Peugeot 208                 | Radosław Typa              | Jacek Rathe           | 6         |
| Peugeot     | Peugeot 208                 | Radosław Typa              | Bartłomiej Jakubowski | 7         |
| Peugeot     | Peugeot 208                 | Łukasz Byśkiniewicz        | Maciej Wisławski      | 2–6       |
| Peugeot     | Peugeot 208                 | Sławomir Ogryzek           | Jakub Wróbel          | 2–7       |
| Peugeot     | Peugeot 208 R2              | Marcin Scheffler           | Szymon Marciniak      | 2         |
| Peugeot     | Peugeot 208 VTI             | Dariusz Poloński           | Grzegorz Dobosz       | 1–3, 6–7  |
| Peugeot     | Peugeot 208 VTI             | Dariusz Poloński           | Tadeusz Burkacki      | 4–5       |
| Peugeot     | Peugeot 208 VTI             | Łukasz Lewandowski         | Michał Bojar          | 2–7       |
| Peugeot     | Peugeot 208 VTI             | Sylwester Płachytka        | Jacek Nowaczewski     | 3–7       |
| Peugeot     | Peugeot 208 VTI             | Robert Kraus               | Michał Majewski       | 6–7       |
| Renault     | Renault Clio                | Ryszard Kiewrel            | Rafał Goldman         | 2–3       |
| Renault     | Renault Clio                | Ryszard Kiewrel            | Krzysztof Janik       | 4–7       |
| Renault     | Renault Clio                | Paweł Hankiewicz           | Jarosław Hryniuk      | 2         |
| Renault     | Renault Clio                | Witold Zimny               | Sławomir Kołodziej    | 3         |
| Renault     | Renault Clio                | Witold Zimny               | Szczepan Mirek        | 4         |
| Renault     | Renault Clio                | Kacper Wróblewski          | Tomasz Borko          | 5         |
| Renault     | Renault Clio R3C            | Piotr Szczęśniak           | Bartosz Nykiel        | 2         |
| Renault     | Renault Clio Ragnotti       | Mirosław Włodarczyk        | Krzysztof Grzenia     | 1–5       |
| Renault     | Renault Clio Ragnotti       | Jozef Kriška               | Ján Bomba             | 4         |
| Renault     | Renault Clio RS             | Yein Dai-Wei               | Maurizio Barone       | 4         |
| Renault     | Renault Twingo RS           | Jerzy Para                 | Kamil Dabrowski       | 5         |
| Skoda       | Skoda Fabia S2000           | Tomasz Czopik              | Jacek Rathe           | 1–4       |
| Skoda       | Skoda Fabia S2000           | Grzegorz Grzyb             | Daniel Siatkowski     | 1–6       |
| Skoda       | Škoda Fabia WRC             | Igor Drotár                | Vladimir Bánoci       | 4         |
| Subaru      | Subaru Impreza              | Mateusz Kubat              | Grzegorz Dachowski    | 7         |
| Subaru      | Subaru Impreza STI          | Dominykas Butvilas         | Kamil Heller          | 1, 3–7    |
| Subaru      | Subaru Impreza STI          | Dominykas Butvilas         | Renatas Vaitkevicius  | 2         |
| Subaru      | Subaru Impreza STI          | Václav Kopáček             | Pavel Švajda          | 5         |
| Subaru      | Subaru Impreza STI          | Wiesław Ingram             | Magdalena Lukas       | 5         |
| Subaru      | Subaru Impreza GT WRC       | Krzysztof Oleksowicz       | Sebastian Sadowski    | 1         |
| Subaru      | Subaru Impreza WRX STI      | Sebastian Frycz            | Tomasz Spurek         | 2, 5–6    |
| Subaru      | Subaru Impreza 555          | Marek Kluszczyński         | Krzysztof Marschal    | 4–6       |

## Wyniki

### Runda 1 – 1. Rajd Arłamów
| Runda | Nazwa rajdu                                | Zawodnicy na podium | Zawodnicy na podium                     | Zawodnicy na podium         | Zawodnicy na podium | Statystyka | Statystyka            | Statystyka | Statystyka   |
| Runda | Nazwa rajdu                                | Poz.                | Kierowca                                | Samochód                    | Czas                | OS         | Długość               | Zgł. załóg | Sklas. załóg |
| ----- | ------------------------------------------ | ------------------- | --------------------------------------- | --------------------------- | ------------------- | ---------- | --------------------- | ---------- | ------------ |
| 1     | Rajd Arłamów (6–8 marca) — Wyniki i raport | 1                   | Grzegorz Grzyb Daniel Siatkowski        | Skoda Fabia S2000           | 1:23:57,3           | (14) 12    | (150,89 km) 131,90 km | 22         | 17           |
| 1     | Rajd Arłamów (6–8 marca) — Wyniki i raport | 2                   | Łukasz Habaj Piotr Woś                  | Mitsubishi Lancer EVO IX R4 | +0:07,6             | (14) 12    | (150,89 km) 131,90 km | 22         | 17           |
| 1     | Rajd Arłamów (6–8 marca) — Wyniki i raport | 3                   | Wojciech Chuchała Sebastian Rozwadowski | Ford Fiesta R5              | +0:07,9             | (14) 12    | (150,89 km) 131,90 km | 22         | 17           |

### Runda 2 – 42. Rajd Świdnicki
| Runda | Nazwa rajdu                                              | Zawodnicy na podium | Zawodnicy na podium                     | Zawodnicy na podium | Zawodnicy na podium | Statystyka | Statystyka | Statystyka | Statystyka   |
| Runda | Nazwa rajdu                                              | Poz.                | Kierowca                                | Samochód            | Czas                | OS         | Długość    | Zgł. załóg | Sklas. załóg |
| ----- | -------------------------------------------------------- | ------------------- | --------------------------------------- | ------------------- | ------------------- | ---------- | ---------- | ---------- | ------------ |
| 2     | Rajd Świdnicki KRAUSE (11–13 kwietnia) — Wyniki i raport | 1                   | Wojciech Chuchała Sebastian Rozwadowski | Ford Fiesta R5      | 1:32:18,6           | 12         | 166,90 km  | 46         | 22           |
| 2     | Rajd Świdnicki KRAUSE (11–13 kwietnia) — Wyniki i raport | 2                   | Grzegorz Grzyb Daniel Siatkowski        | Skoda Fabia S2000   | +0:36,2             | 12         | 166,90 km  | 46         | 22           |
| 2     | Rajd Świdnicki KRAUSE (11–13 kwietnia) — Wyniki i raport | 3                   | Tomasz Kuchar Daniel Dymurski           | Peugeot 207 S2000   | +1:11,1             | 12         | 166,90 km  | 46         | 22           |

### Runda 3 – 29. Rajd Karkonoski
| Runda | Nazwa rajdu                                             | Zawodnicy na podium | Zawodnicy na podium                     | Zawodnicy na podium | Zawodnicy na podium | Statystyka | Statystyka | Statystyka | Statystyka   |
| Runda | Nazwa rajdu                                             | Poz.                | Kierowca                                | Samochód            | Czas                | OS         | Długość    | Zgł. załóg | Sklas. załóg |
| ----- | ------------------------------------------------------- | ------------------- | --------------------------------------- | ------------------- | ------------------- | ---------- | ---------- | ---------- | ------------ |
| 3     | Rajd Karkonoski (30 maja – 1 czerwca) — Wyniki i raport | 1                   | Wojciech Chuchała Sebastian Rozwadowski | Ford Fiesta R5      | 1:36:47,0           | 11         | 177,28 km  | 38         | 26           |
| 3     | Rajd Karkonoski (30 maja – 1 czerwca) — Wyniki i raport | 2                   | Tomasz Kuchar Daniel Dymurski           | Peugeot 207 S2000   | +0:34,3             | 11         | 177,28 km  | 38         | 26           |
| 3     | Rajd Karkonoski (30 maja – 1 czerwca) — Wyniki i raport | 3                   | Grzegorz Grzyb Daniel Siatkowski        | Skoda Fabia S2000   | +0:35,9             | 11         | 177,28 km  | 38         | 26           |

### Runda 4 – 23. Rajd Rzeszowski
| Runda | Nazwa rajdu                                      | Zawodnicy na podium | Zawodnicy na podium               | Zawodnicy na podium | Zawodnicy na podium | Statystyka | Statystyka | Statystyka | Statystyka   |
| Runda | Nazwa rajdu                                      | Poz.                | Kierowca                          | Samochód            | Czas                | OS         | Długość    | Zgł. załóg | Sklas. załóg |
| ----- | ------------------------------------------------ | ------------------- | --------------------------------- | ------------------- | ------------------- | ---------- | ---------- | ---------- | ------------ |
| 4     | Rajd Rzeszowski (7–9 sierpnia) — Wyniki i raport | 1                   | Maciej Rzeźnik Przemysław Mazur   | Ford Fiesta R5      | 1:35:46,5           | 11         | 163,32 km  | 62         | 32           |
| 4     | Rajd Rzeszowski (7–9 sierpnia) — Wyniki i raport | 2                   | Tomasz Kuchar Daniel Dymurski     | Peugeot 207 S2000   | +0:19,2             | 11         | 163,32 km  | 62         | 32           |
| 4     | Rajd Rzeszowski (7–9 sierpnia) — Wyniki i raport | 3                   | Maciej Oleksowicz Michał Kuśnierz | Ford Fiesta R5      | +0:37,0             | 11         | 163,32 km  | 62         | 32           |

### Runda 5 – 60. Rajd Wisły
| Runda | Nazwa rajdu                                 | Zawodnicy na podium | Zawodnicy na podium                     | Zawodnicy na podium | Zawodnicy na podium | Statystyka | Statystyka | Statystyka | Statystyka   |
| Runda | Nazwa rajdu                                 | Poz.                | Kierowca                                | Samochód            | Czas                | OS         | Długość    | Zgł. załóg | Sklas. załóg |
| ----- | ------------------------------------------- | ------------------- | --------------------------------------- | ------------------- | ------------------- | ---------- | ---------- | ---------- | ------------ |
| 5     | Rajd Wisły (5–7 września) — Wyniki i raport | 1                   | Łukasz Habaj Piotr Woś                  | Ford Fiesta R5      | 1:36:40,3           | 12         | 165,54 km  | 39         | 20           |
| 5     | Rajd Wisły (5–7 września) — Wyniki i raport | 2                   | Wojciech Chuchała Sebastian Rozwadowski | Ford Fiesta R5      | +0:02,4             | 12         | 165,54 km  | 39         | 20           |
| 5     | Rajd Wisły (5–7 września) — Wyniki i raport | 3                   | Grzegorz Grzyb Daniel Siatkowski        | Skoda Fabia S2000   | +2:44,2             | 12         | 165,54 km  | 39         | 20           |

### Runda 6 – 2. Rajd Nadwiślański
| Runda | Nazwa rajdu                                          | Zawodnicy na podium | Zawodnicy na podium                     | Zawodnicy na podium | Zawodnicy na podium | Statystyka | Statystyka | Statystyka | Statystyka   |
| Runda | Nazwa rajdu                                          | Poz.                | Kierowca                                | Samochód            | Czas                | OS         | Długość    | Zgł. załóg | Sklas. załóg |
| ----- | ---------------------------------------------------- | ------------------- | --------------------------------------- | ------------------- | ------------------- | ---------- | ---------- | ---------- | ------------ |
| 6     | Rajd Nadwiślański (27–28 września) — Wyniki i raport | 1                   | Wojciech Chuchała Sebastian Rozwadowski | Ford Fiesta R5      | 1:25:48,4           | 13         | 165,33 km  | 33         | 24           |
| 6     | Rajd Nadwiślański (27–28 września) — Wyniki i raport | 2                   | Grzegorz Grzyb Daniel Siatkowski        | Skoda Fabia S2000   | +0:04,0             | 13         | 165,33 km  | 33         | 24           |
| 6     | Rajd Nadwiślański (27–28 września) — Wyniki i raport | 3                   | Łukasz Habaj Piotr Woś                  | Ford Fiesta R5      | +0:35,7             | 13         | 165,33 km  | 33         | 24           |

### Runda 7 – 24. Rajd Dolnośląski
| Runda | Nazwa rajdu                                             | Zawodnicy na podium | Zawodnicy na podium               | Zawodnicy na podium | Zawodnicy na podium | Statystyka | Statystyka | Statystyka | Statystyka   |
| Runda | Nazwa rajdu                                             | Poz.                | Kierowca                          | Samochód            | Czas                | OS         | Długość    | Zgł. załóg | Sklas. załóg |
| ----- | ------------------------------------------------------- | ------------------- | --------------------------------- | ------------------- | ------------------- | ---------- | ---------- | ---------- | ------------ |
| 7     | Rajd Dolnośląski (16–18 października) — Wyniki i raport | 1                   | Łukasz Habaj Piotr Woś            | Ford Fiesta R5      | 1:34:19,6           | 11         | 160,64 km  | 30         | 22           |
| 7     | Rajd Dolnośląski (16–18 października) — Wyniki i raport | 2                   | Tomasz Kasperczyk Damian Syty     | Ford Fiesta R5      | +1:35,8             | 11         | 160,64 km  | 30         | 22           |
| 7     | Rajd Dolnośląski (16–18 października) — Wyniki i raport | 3                   | Maciej Oleksowicz Michał Kuśnierz | Ford Fiesta R5      | +2:23,1             | 11         | 160,64 km  | 30         | 22           |

### Klasyfikacja generalna kierowców RSMP po 7 rundach[13]
We wszystkich rundach prowadzona jest osobna klasyfikacja dla dwóch dni rajdu (etapów), w której punkty przyznawano według klucza:
| Miejsce | 1  | 2  | 3  | 4 | 5 | 6 | 7 | 8 | 9 | 10 |
| Punkty  | 15 | 12 | 10 | 8 | 6 | 5 | 4 | 3 | 2 | 1  |

Zawodnikom, którzy ukończyli rajd bez korzystania z systemu Rally 2, przyznawano dodatkowe punkty ze względu na klasyfikację generalną całego rajdu, według takiego samego klucza: 15-12-10-8-6-5-4-3-2-1. W przypadku, gdyby do danego rajdu zgłosiło się mniej niż 10 załóg, klucz punktacji w takim rajdzie zostałby zmieniony. Zawodnicy, którzy wycofali się w drugim dniu rajdu nie otrzymywali punktów za dzień pierwszy (nie byli klasyfikowani w rajdzie).
Do klasyfikacji wliczanych było 6 z 7 najlepszych wyników (licząc według zdobyczy punktowych w każdym rajdzie). W klasyfikacji rocznej RSMP sklasyfikowani byli zawodnicy, którzy zostali sklasyfikowani w minimum dwóch etapach dwóch różnych rajdów (pkt. 19.1 regulaminu RSMP 2014).
| Poz. | Kierowca                | Arłamów | Arłamów | Arłamów | Świdnicki | Świdnicki | Świdnicki | Karkonoski | Karkonoski | Karkonoski | Rzeszowski | Rzeszowski | Rzeszowski | Wisły | Wisły | Wisły | Nadwiślański | Nadwiślański | Nadwiślański | Dolnośląski | Dolnośląski | Dolnośląski | Punkty |
| Poz. | Kierowca                | D1      | D2      | G       | D1        | D2        | G         | D1         | D2         | G          | D1         | D2         | G          | D1    | D2    | G     | D1           | D2           | G            | D1          | D2          | G           | Punkty |
| ---- | ----------------------- | ------- | ------- | ------- | --------- | --------- | --------- | ---------- | ---------- | ---------- | ---------- | ---------- | ---------- | ----- | ----- | ----- | ------------ | ------------ | ------------ | ----------- | ----------- | ----------- | ------ |
| 1    | Wojciech Chuchała       | 3       | 2       | 3       | 1         | 1         | 1         | 1          | 1          | 1          | 5          | NU         | NK         | 2     | 1     | 2     | 2            | 1            | 1            | NU          |             | NK          | 209    |
| 2    | Grzegorz Grzyb          | 1       | 4       | 1       | 2         | 2         | 2         | 3          | 2          | 3          | 2          | NU         | NK         | 3     | 5     | 3     | 1            | 2            | 2            | NU          |             | NK          | 183    |
| 3    | Łukasz Habaj            | 2       | 5       | 2       | (10)      | (3)       | (7)       | 5          | 5          | 5          | NU         | 1          | NK         | 1     | 2     | 1     | 4            | 3            | 3            | 1           | 1           | 1           | 178    |
| 4    | Maciej Oleksowicz       | 5       | 1       | 4       | 4         | 6         | 5         | 4          | 4          | 4          | 3          | 4          | 3          | (4)   | (11)  | (5)   | 6            | 4            | 5            | 3           | 2           | 3           | 151    |
| 5    | Tomasz Kuchar           | 4       | 3       | 5       | 3         | 4         | 3         | 2          | 3          | 2          | 4          | 2          | 2          | NU    | 3     | NK    | NU           |              | NK           | NK          | NU          | NK          | 128    |
| 6    | Tomasz Kasperczyk       | 7       | 7       | 6       | 6         | 8         | 6         | 7          | 6          | 6          | NU         |            | NK         | 6     | 7     | 4     | 5            | 5            | 4            | 2           | 3           | 2           | 111    |
| 7    | Maciej Rzeźnik          | NU      | 6       | NK      | 5         | 5         | 4         | NU         | NU         | NU         | 1          | 3          | 1          | NU    | 4     | NK    | 3            |              | NK           |             |             |             | 83     |
| 8    | Dominykas Butvilas      | 6       | 13      | 7       | 29        | 11        | 22        | 9          | 15         | 9          | 6          | 5          | 4          | NU    |       | NK    | 7            | 7            | 6            | 8           | 4           | 6           | 61     |
| 9    | Tomasz Gryc             | 12      | 9       | 12      | 8         | 9         | 10        | 8          | NU         | NK         | 8          | 6          | 5          | (17)  | (12)  | (14)  | 8            | 9            | 7            | 4           | 5           | 4           | 56     |
| 10   | Tomasz Czopik           | 10      | 8       | 10      | 9         | 7         | 9         | 6          | 9          | 7          | 7          | 8          | 6          |       |       |       |              |              |              |             |             |             | 36     |
| 11   | Jan Chmielewski         |         |         |         | 11        | 12        | 11        | 15         | 8          | 11         | 15         | 9          | 8          | 10    | 10    | 8     | 9            | 10           | 8            | 7           | 7           | 7           | 31     |
| 12   | Dariusz Poloński        | 11      | 12      | 11      |           |           |           | 16         | 11         | 13         | 10         | 10         | 7          | 7     | 9     | 6     | 10           | 11           | 9            | 6           | 11          | 8           | 28     |
| 13   | Sebastian Frycz         |         |         |         | 7         | 10        | 8         |            |            |            |            |            |            | 5     | NU    | NK    | NU           | 6            | NK           |             |             |             | 19     |
| 14   | Sylwester Płachytka     |         |         |         |           |           |           | 12         | 10         | 8          |            |            |            | 8     | 8     | 7     | 13           | 13           | 11           |             | 8           |             | 17     |
| 15   | Jarosław Szeja          |         |         |         | 14        | 15        | 14        | 11         | 12         | 10         | 19         | 7          | 14         | NU    |       | NK    | 11           | 12           | 10           | 11          | 10          | 9           | 9      |
| 16   | Grzegorz Dul            | 8       | 10      | 8       |           |           |           | 10         | NU         | NK         | NU         |            | NK         |       |       |       |              |              |              |             |             |             | 8      |
| 17   | Jacek Jurecki           |         |         |         | 15        | 17        | 15        | 13         | NU         | NK         | 11         | 11         | 9          | 9     | 16    | 9     | 15           |              |              | 12          | 14          | 11          | 6      |
| 18   | Łukasz Byśkiniewicz     |         |         |         | 13        | 14        | 13        | 14         | 7          | 11         | NU         |            | NK         | 20    | NU    | NK    | 14           |              |              |             |             |             | 4      |
| 19   | Radosław Typa           |         |         |         | 22        |           |           |            |            |            | 9          |            |            | 18    | 15    | 16    | 12           | 14           | 12           | 10          | 12          | 10          | 4      |
| NK   | Mateusz Kubat           |         |         |         |           |           |           |            |            |            |            |            |            |       |       |       |              |              |              | 5           | 6           | 5           | 17     |
| NK   | Marcin Gagacki          | 9       | 11      | 9       | NU        |           | NK        |            |            |            |            |            |            |       |       |       |              |              |              |             |             |             | 4      |
| NK   | Mariusz Stec            |         |         |         |           |           |           |            |            |            |            |            |            |       |       |       | 22           | 8            | 13           |             |             |             | 3      |
| NK   | Jakub Brzeziński        |         |         |         |           |           |           |            |            |            |            |            |            |       |       |       |              |              |              | 20          | 9           | 13          | 2      |
| NK   | Damian Łata             |         |         |         |           |           |           |            |            |            |            |            |            |       |       |       |              |              |              | 9           | 25          | 22          | 2      |
| NK   | Jerzy Tomaszczyk        |         |         |         |           |           |           |            |            |            |            |            |            | 11    | 14    | 10    |              |              |              |             |             |             | 1      |
| NK   | Paweł 'Felix' Danilczuk |         |         |         |           |           |           |            |            |            | 14         | 12         | 10         |       |       |       |              |              |              |             |             |             | 1      |
| Poz. | Kierowca                | D1      | D2      | G       | D1        | D2        | G         | D1         | D2         | G          | D1         | D2         | G          | D1    | D2    | G     | D1           | D2           | G            | D1          | D2          | G           | Punkty |
| Poz. | Kierowca                | Arłamów | Arłamów | Arłamów | Świdnicki | Świdnicki | Świdnicki | Karkonoski | Karkonoski | Karkonoski | Rzeszowski | Rzeszowski | Rzeszowski | Wisły | Wisły | Wisły | Nadwiślański | Nadwiślański | Nadwiślański | Dolnośląski | Dolnośląski | Dolnośląski | Punkty |

| Kolor     | Opis                   |
| --------- | ---------------------- |
| Złoty     | Zwycięzca              |
| Srebrny   | 2 miejsce              |
| Brązowy   | 3 miejsce              |
| Zielony   | Punktowane miejsce     |
| Niebieski | Ukończył nie punktował |
| Fioletowy | Nie ukończył NU        |
| Fioletowy | Nie klasyfikowany NK   |
| Czarny    | Wykluczony X           |
| Biały     | Nie wystartował NW     |
| Puste     | Nie brał udziału       |

## Zwycięzcy klas, zespoły i kluby
W wykazach przedstawiających zwycięzców poszczególnych klas pogrubioną czcionką zaznaczono kierowców i pilotów, którzy zdobyli tytuły mistrza, wicemistrza i drugiego wicemistrza Polski.

### Klasyfikacja Grupy Open[15]
| Msc | Kierowca         | Pilot          | Punkty |
| --- | ---------------- | -------------- | ------ |
| 1   | Virnik           | -              | 56     |
| 2   | Marcin Opałka    | -              | 54     |
| 3   | Paweł Winczaszek | Paweł Skrzywan | 39     |

### Klasyfikacja klasy 2WD[16]
| Msc | Kierowca         | Pilot        | Punkty |
| --- | ---------------- | ------------ | ------ |
| 1   | Jan Chmielewski  | Jakub Gerber | 215    |
| 2   | Dariusz Poloński | -            | 182    |
| 3   | Jarosław Szeja   | Marcin Szeja | 133    |

### Klasyfikacja klasy 2[17]
| Msc | Kierowca          | Pilot                 | Punkty |
| --- | ----------------- | --------------------- | ------ |
| 1   | Wojciech Chuchała | Sebastian Rozwadowski | 144    |
| 2   | Grzegorz Grzyb    | Daniel Siatkowski     | 129    |
| 3   | Łukasz Habaj      | Piotr Woś             | 109    |

### Klasyfikacja klasy 3[18]
| Msc | Kierowca           | Pilot             | Punkty |
| --- | ------------------ | ----------------- | ------ |
| 1   | Tomasz Gryc        | Przemysław Zawada | 64     |
| 2   | Dominykas Butvilas | Kamil Heller      | 45     |
| 3   | Sebastian Frycz    | Tomasz Spurek     | 23     |

### Klasyfikacja klasy 5[19]
| Msc | Kierowca       | Pilot        | Punkty |
| --- | -------------- | ------------ | ------ |
| 1   | Jan Chmielwski | Jakub Gerber | 33     |

### Klasyfikacja klasy 6[20]
| Msc | Kierowca            | Pilot             | Punkty |
| --- | ------------------- | ----------------- | ------ |
| 1   | Dariusz Poloński    | -                 | 122    |
| 2   | Sylwester Płachytka | Jacek Nowaczewski | 92     |
| 3   | Radosław Typa       | -                 | 70     |

### Klasyfikacja klasy 6F[21]
| Msc | Kierowca       | Pilot             | Punkty |
| --- | -------------- | ----------------- | ------ |
| 1   | Jarosław Szeja | Marcin Szeja      | 84     |
| 2   | Jacek Jurecki  | Marcin Roik       | 75     |
| 3   | Rafał Janczak  | Michał Grudziński | 68     |

### Klasyfikacja klasy 8[22]
| Msc | Kierowca            | Pilot             | Punkty |
| --- | ------------------- | ----------------- | ------ |
| 1   | Mirosław Włodarczyk | Krzysztof Grzenia | 101    |
| 2   | Sławomir Kudryś     | Michał Kasina     | 69     |
| 3   | Ryszard Kiewrel     | Krzysztof Janik   | 58     |

### Klasyfikacja klasy HR[23]
| Msc | Kierowca         | Pilot          | Punkty |
| --- | ---------------- | -------------- | ------ |
| 1   | Marcin Opałka    | -              | 45     |
| 2   | Virnik           | -              | 37     |
| 3   | Paweł Winczaszek | Paweł Skrzywan | 34     |

### Klasyfikacja Zespołów Sponsorskich[24]
| Msc | Zespół                 | Punkty |
| --- | ---------------------- | ------ |
| 1   | C-Rally                | 71     |
| 2   | Inter Cars Castrol TRW | 66     |
| 3   | Tiger Rally Team       | 55     |

### Klasyfikacja Zespołów Producenckich[25]
| Msc | Zespół | Punkty |
| --- | ------ | ------ |
| 1   | Subaru | 12     |